# Relaciones Letonia-México
Las naciones de Letonia y México establecieron relaciones diplomáticas en 1991. Ambas naciones son miembros de las Naciones Unidas y de la Organización para la Cooperación y el Desarrollo Económicos.

## Historia
En noviembre de 1918, Letonia obtuvo su independencia del Imperio ruso después de la Primera Guerra Mundial. En mayo de 1927, México reconoció la independencia de Letonia. Durante la Segunda Guerra Mundial, Letonia fue ocupada tanto por Alemania nazi como la Unión Soviética y después de la guerra, Letonia fue anexada a la fuerza por la Unión Soviética en 1944. 
En mayo de 1990, Letonia obtuvo su independencia después de la Disolución de la Unión Soviética. México reconoció la independencia y restableció las relaciones diplomáticas con Letonia el 27 de noviembre de 1991. Desde entonces, México esta acreditado a Letonia desde su embajada en Estocolmo, Suecia y Letonia esta acreditado a México desde su embajada en Washington D. C., Estados Unidos.
En septiembre de 1993, Letonia abrió un consulado honorario en la Ciudad de México. En 2000, México abrió un consulado honorario en Riga. En junio de 2000, el subsecretario de Relaciones Exteriores de México, Juan Rebolledo Gout, realizó una visita a Letonia y se reunió con la presidenta Vaira Vīķe-Freiberga en Jūrmala.
En marzo de 2004, la presidente letona Vaira Vīķe-Freiberga realizó una visita a México para asistir a la Cumbre América Latina, el Caribe y la Unión Europea en Guadalajara y se reunió con el presidente Vicente Fox. En 2007, la subsecretaria de Relaciones Exteriores de México, Lourdes Aranda Bezaury, realizó una visita a Letonia para asistir a la tercera consulta política entre los Ministerios de Relaciones Exteriores de ambas naciones. Durante la tercera consulta política, Letonia y México discutieron temas actuales relacionados con las actividades de política nacional e internacional e intercambiaron puntos de vista sobre temas globales como la reforma de la ONU, el cambio climático y la protección del medio ambiente, el desarme y las armas de destrucción masiva.
En los últimos años, se han celebrado reuniones de cancilleres de ambos países en diferentes foros internacionales, como la reunión entre la secretaria de Relaciones Exteriores de México, Patricia Espinosa, y el ministro de Relaciones Exteriores de Letonia, Ģirts Valdis Kristovskis, celebrada en el marco de la 66.ª Asamblea General de las Naciones Unidas en septiembre de 2011. Ambos cancilleres discutieron la presencia de la empresa multinacional mexicana CEMEX en Letonia y discutieron el cambio climático y las perspectivas de cooperación dentro de las Naciones Unidas.
En abril de 2013, el Viceministro de Relaciones Exteriores de Letonia, Andris Teikmanis, realizó una visita a México y se reunió con su homólogo el subsecretario Carlos de Icaza González. En 2023, el subsecretario de Estado del Ministerio de Asuntos Exteriores de Letonia, Andžejs Viļumsons, viajó a México y se reunió con la subsecretaria Carmen Moreno Toscano donde copresidieron la V Reunión del Mecanismo de Consultas Políticas entre ambas naciones.

## Visitas de alto nivel

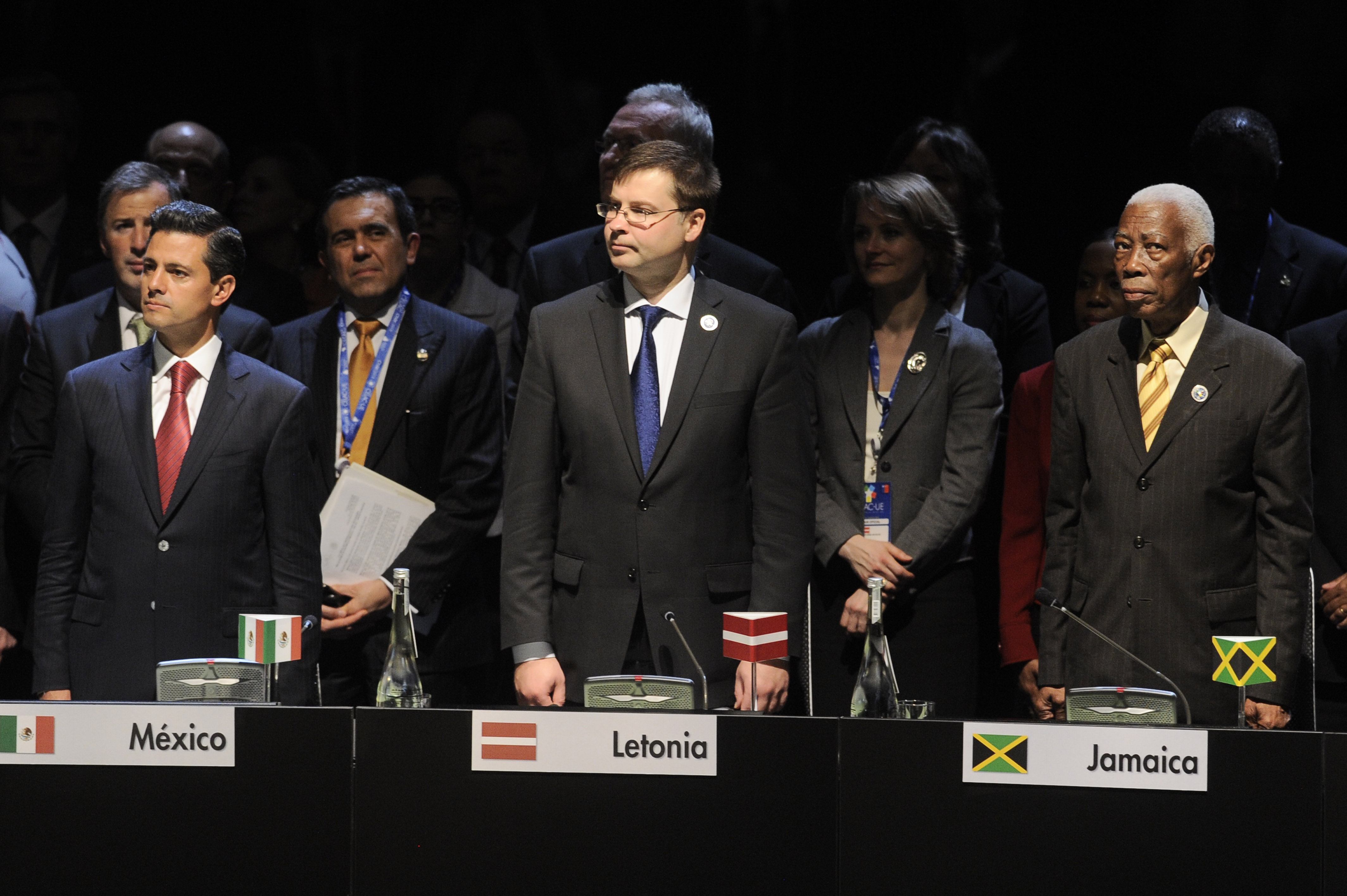
El presidente mexicano Enrique Peña Nieto y el Primer ministro letón Valdis Dombrovskis asistiendo la cumbre de la Celac en Santiago de Chile; enero de 2013.

Visitas de alto nivel de Letonia a México
- Presidenta Vaira Vīķe-Freiberga (2004)
- Subsecretario de Estado Edgars Skuja (2006)
- Viceministro de Relaciones Exteriores Andris Teikmanis (2013)
- Subsecretario de Estado Andžejs Viļumsons (2023)

Visitas de alto nivel de México a Letonia
- Subsecretario de Relaciones Exteriores Juan Rebolledo Gout (2000)
- Subsecretaria de Relaciones Exteriores Lourdes Miguel Marín Bosch (2002)
- Subsecretaria de Relaciones Exteriores Lourdes Aranda Bezaury (2007)

## Acuerdos bilaterales
Ambas naciones han firmado varios acuerdos bilaterales, como un Memorando de Entendimiento para el establecimiento de un mecanismo de consultas políticas bilaterales en asuntos de interés común (2000); Acuerdo sobre la supresión de visas para portadores de pasaportes diplomáticos y oficiales (2002); Acuerdo de Cooperación en las áreas de Educación, Cultura y Deportes (2005); y un Acuerdo para Evitar la Doble Imposición y Prevenir la Evasión Fiscal en Materia de Impuestos sobre la Renta y su Protocolo (2012).

## Comercio
En 2023, el comercio entre Letonia y México ascendió a $181 millones de dólares. Las principales exportaciones de Letonia a México incluyen: teléfonos y teléfonos móviles, equipo eléctrico, turba, alcohol, fibra de vidrio, productos químicos, vehículos automotores para usos especiales, cables y cuerdas, y artículos de plástico. Las principales exportaciones de México a Letonia incluyen: minerales de plomo y sus concentrados, fibra de vidrio, alcohol (cerveza), pimienta, frutas y nueces, y café. La empresa letona Zabbix opera en México.

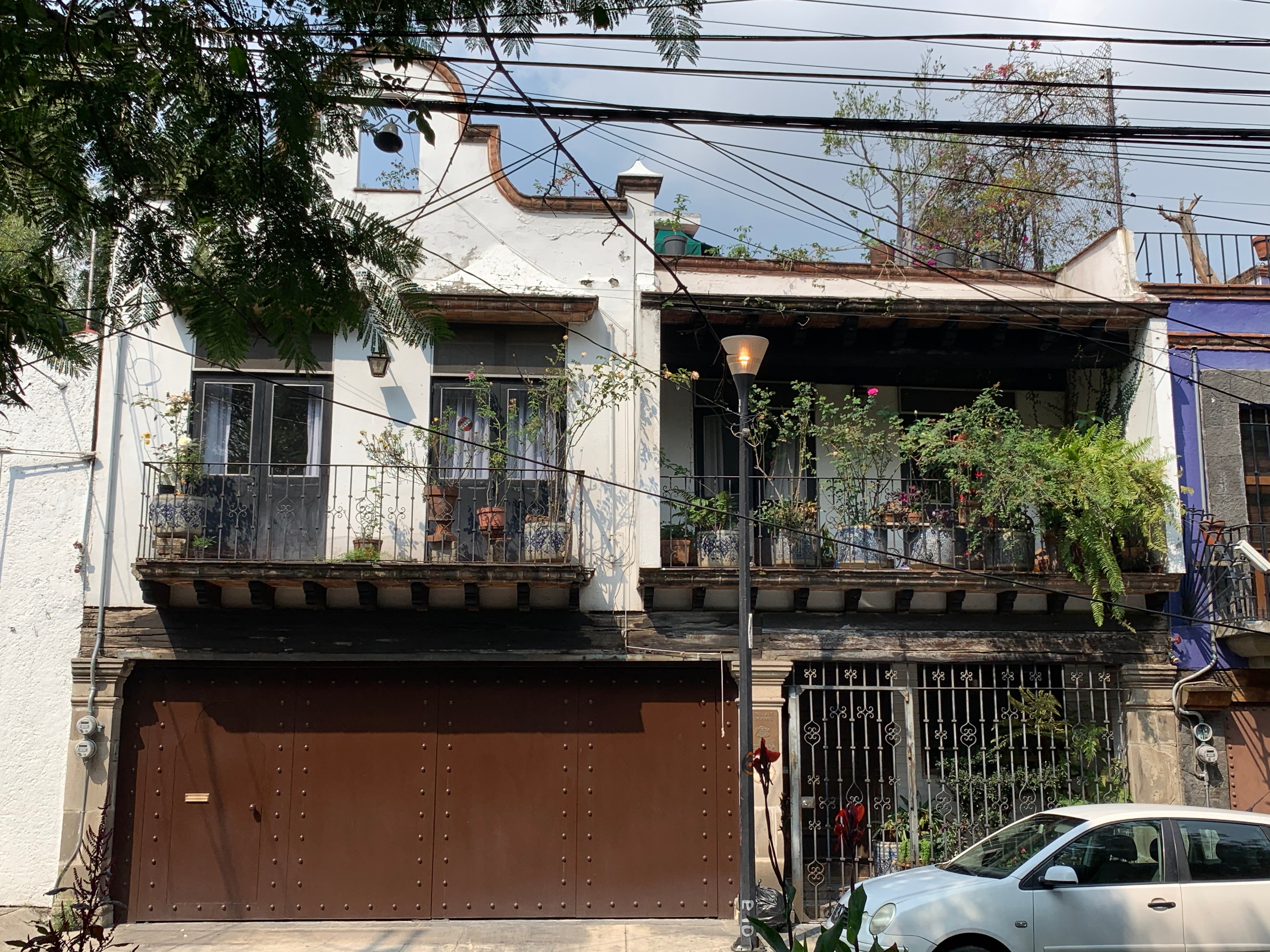
Consulado honorario de Letonia en la Ciudad de México

## Misiones diplomáticas
- Letonia está acreditado ante México a través de su embajada en Washington D. C., Estados Unidos y mantiene un consulado honorario en la Ciudad de México.[11]
- México está acreditado ante Letonia a través de su embajada en Estocolmo, Suecia y mantiene un consulado honorario en Riga.[12]